# Cutigliano
Cutigliano település Olaszországban, Toszkána régióban, Pistoia megyében. Lakosainak száma 1455 fő (2017. január 1.). Cutigliano Abetone, Fanano, Fiumalbo, San Marcello Pistoiese és Piteglio községekkel határos.

## Népesség
A település lakossága az elmúlt években az alábbi módon változott:

| 2017 | 1 455 |